# 리빙 데드
리빙 데드(Living Dead)는 1968년 공포 영화 살아있는 시체들의 밤에서 비롯되어 이 작품을 포함하는 다양한 영화, 시리즈, 기타 형태의 미디어를 가리키는 포괄적 용어이다.

## 조지 A. 로메로의 데드 시리즈
조지 A. 로메로의 데드(Dead) 시리즈는 다음을 포함한다.
1. 살아있는 시체들의 밤 (1968년)
2. 시체들의 새벽 (1978년)
3. 시체들의 날 (1985년)
4. 랜드 오브 데드 (2005년)
5. 다이어리 오브 데드 (2007년)
6. 서바이벌 오브 더 데드 (2009년)

## 데드 시리즈 리메이크
- 살아있는 시체들의 밤 (1990년)
- 새벽의 저주 (2004년)
- 데이 오브 더 데드 (2008년)
- 데이 오브 더 데드: 블러드라인 (2018년)

## 같이 보기
- 리빙데드돌